# Салім бен Алі
Салім бен Алі аль-Касімі (11 березня 1918 — 18 липня 2002) — коморський політик, другий голова уряду Коморських Островів.
Був членом Коморського союзу за прогрес. Працював на державних посадах. Після перемоги його партії на виборах 1978 року зайняв пост прем'єр-міністра. Вийшов у відставку в лютому 1982, поступившись місцем Алі Мруджає.
Його пасинком був Аббас Джуссуф — прем'єр-міністр Коморських Островів у 1998—1999 роках.